# Heidi Holland
Heidi Holland (6 de octubre de 1947 – 11 de agosto de 2012) fue una periodista y escritora de Sudáfrica, establecida en Zimbabue y que estuvo trabajando en el medio periodístico durante más de 30 años.

## Biografía
Trabajó como periodista independiente especializada en publicaciones como The Sunday Times, The Telegraph, International Herald Tribune, The New York Times y The Guardian y también había trabajado en proyectos de investigación para documentales de la televisión británica. Ella fue la autora de varios libros, tales como Cena con Mugabe, un relato de sus encuentros con Robert Mugabe. Anteriormente, ella lanzó el Color del asesinato, un libro con sede en Sudáfrica sobre la familia Van Schoor. Ella también ha publicado un libro basado en la historia de Sudáfrica, del partido gobernante, The Struggle: A History of the African National Congress.
Estuvo como trabajadora independiente para una serie de títulos internacionales, siendo una columnista de The Star, un periódico de gran tamaño en Sudáfrica.
El título de Cena con Mugabe se refiere a un encuentro entre Holland y Mugabe en 1975, cuando un amigo lo llevó a su casa para una cena secreta cuando estaba a punto de huir del país para librar una guerra de guerrillas contra el gobierno supremacista blanco de Rhodesia. Sin embargo, Holland fue significativa como una periodista blanca que ha asegurado unas 2 ½ horas de entrevista con el presidente Robert Mugabe de Zimbabue en diciembre de 2007. Se tomó 18 meses para asegurar la entrevista. En el libro Holland explora la transformación del hombre que conoció en 1975 con su estado actual. Ella también mira a sus relaciones con aquellos que, como su primera esposa de Mugabe, Sally, también de Lord Soames, el último gobernador británico de Rodesia, Denis Norman, un granjero blanco que ocupó varias carteras en sus primeros gobiernos, así como con Ian Smith de la antigua Rhodesia Premier. También cuestiona al presidente sobre cuestiones controvertidas como la Gukurahundi y la reforma agraria en Zimbabue. Varios pasajes del libro han aparecido en la prensa internacional y se ha publicado por Penguin Sudáfrica.

### Audio y video
- «Heidi Holland speaks to Robert Mugabe». Londres: The Guardian. 23 de septiembre de 2000. Consultado el 4 de mayo de 2010.
- «Isabel Hilton talks to Heidi Holland». BBC. 3 de junio de 2008.
- «Heidi Holland reads from Dinner With Mugabe». Youtube. 2008.

- Datos: Q4954407